# Les Essarts (Loir-et-Cher)
Essarts – miejscowość i gmina we Francji, w Regionie Centralnym, w departamencie Loir-et-Cher.
Według danych na rok 1990 gminę zamieszkiwały 92 osoby, a gęstość zaludnienia wynosiła 21 osób/km² (wśród 1842 gmin Regionu Centralnego Essarts plasuje się na 1039. miejscu pod względem liczby ludności, natomiast pod względem powierzchni na miejscu 1381.).